# Carles Fages de Climent

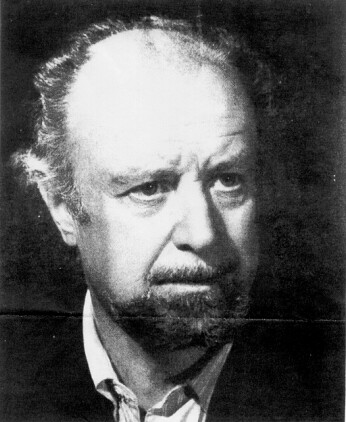
Carles Fages de Climent.

Carles Fages de Climent (Figueras, España, 16 de mayo de 1902 - 1968) fue un escritor, poeta y periodista español. En el instituto Ramón Muntaner de Figueras, coincide con Salvador Dalí, dando inicio a una amistad que se mantendrá toda la vida. Obtiene el doctorado en lenguas clásicas por la Universidad de Barcelona (con una tesis sobre el paisaje en la poesía de Homero), y posteriormente inicia una fecunda actividad literaria, centrada principalmente en la poesía. Como poeta consigue la Flor Natural de los Juegos Florales de Gerona, Mallorca, Barcelona y San Sadurní de Noya, entre otros. Colaboró también con diferentes diarios y revistas (La Vanguardia, Diario de Barcelona, Telestel, etc.). Era sobrino del P. Ramón Ruiz Amado, importante pedagogo de comienzos de siglo. 

## Datos biográficos
Fages de Climent contribuyó a la mitificación literaria de su comarca nativa tomando el Ampurdán, la tramontana y su gente como temática básica de una múltiple producción literaria (poesía, prosa, teatro y periodismo). Así, creó literariamente personajes como el Sabater d'Ordis - equiparable, según Eugenio d'Ors, al Quijote de Cervantes - y contribuyó de una manera decisiva a conferir determinadas atribuciones a ciertos pueblos de la comarca (Llers, tierra de brujas; Vila-sacra, capital del mundo). Su gran interés por la pintura le hizo relacionarse y establecer colaboraciones con diferentes artistas, entre ellos con Salvador Dalí.

## Fages y Dalí
La relación con su amigo y compañero de escuela, Salvador Dalí, propició que ambos colaborasen en varios proyectos. Les bruixes de Llers (1924) y "La balada del sabater d'Ordis" (1954) -prologado por Eugenio d'Ors y cuyo epílogo fue escrito por el propio Dalí - cuentan con ilustraciones dalinianas. Dalí y Fages trabajaron juntos de nuevo en "el triomf i el rodolí de la Gala i en Dalí", con ocasión del homenaje que la ciudad de Figueras tributó, en 1961, a Salvador Dalí. Fages puso los versos y Dalí, los dibujos que los acompañan, hechos en un único cartón y, según el poeta, en una sola noche. El texto es una biografía poética del pintor y las ilustraciones constituyen una síntesis genial de toda la simbología daliniana de la época. Así, aparecen los relojes blandos, las hormigas, el Angelus de Millet, el "Sabater d'Ordis" y algunos de los nombres de los principales referentes dalinianos, como Picasso o Gaudí. 
Hay que mencionar también el cuadro "Crist de la tramuntana" (acuarela y tinta sobre papel, 1968) que se encuentra en el Teatre- Museu Dalí -realizado por Salvador Dalí en homenaje al poeta con motivo de su muerte, y que hace alusión a uno de los versos más conocidos de Fages, su "Oració al Crist de la Tramuntana":

Braços en creu

damunt la pia fusta
senyor empareu la closa i el sembrat
doneu el verd exacte al nostre prat
i mesureu la tramuntana justa
que eixugui l'herba

i no ens espolsi el blat

## Josep Pla sobre Fages
Josep Pla, dedica una buena parte del volumen 38 de su obra completa, "Escrits Empordanesos", a Fages de Climent, de quienes dice que " llevaba la literatura a la sangre". "Es un escritor del país, (...), literariamente geográfico, específicamente ampurdanés, (…) es un localista: a veces vulgar, a veces muy inteligente. Con un hombre así yo me entenderé siempre". 
Pla, presta mucha atención a la relación personal que ataba Dalí y Fages. " En l'Empordà, tras tantas avalanchas, desbarajustes, subversiones y batacazos, han aparecido dos auténticos cavernícolas, como solía decirse en la época de la República: Dalí y Fages. Estos dos conservadores ampurdaneses han sido los espíritus más libres, más abiertos, menos cavernícolas que este país ha producido". "en Figueras (Fages) llegó a ser un hombre extremamente conocido y popular (...). Así como Dalí se ha hecho pintoresco él mismo, a Fages fue la ciudadanía la que lo convirtió en pintoresco".
Pla, por otra parte dice que "corría el rumor que fue Dalí quien sugirió a Fages la idea de escribir "El Somni de Cap de Creus. (...) Este poema debe ser lo único serio que se ha escrito hasta la fecha sobre el Cabo de Creus y su geografía, su historia y manera de vivir de la gente que conoce y pisa el país. No creo que a Dalí le costase demasiado esfuerzo impulsar a Fages a escribir este poema, porque no solamente Fages conocía estos lugares correctamente, sino porque conocía bien su fuerza poética". Fages, concluye Pla, "era el hombre exactamente adecuado para hacer el poema de Cap de Creus". 
Josep Pla se refiere también a los célebres epigramas de Fages de Climent. "Tuvo el don del epigrama, que a mi modesto entender es una manera literaria excelsa. Escribió algunos maravillosos". " algunos son ofensivos, chabacanos, frívolos, de mal gusto; otros son perfectos, literariamente bien formados, admirables, que durarán tanto cómo pueden durar esta especie de historias humano-literarias". Escribió muchísimos, la mayoría no han sido publicados, pero su popularidad en l'Empordà se debió al boca-oreja. Fages tuvo una gran facilidad por improvisar epigramas y no hay clérigo, curial, burgués o político del Ampurdán a quien no dedicara alguno. "Es el poeta de la gente (...) los epigramas no son nada más que lo que dicen: sus triunfos (escasos) y sus miserias (múltiples). El hecho es que ha producido una literatura - hoy desconocida- que yo creo que es admirable". Para concluir esta referencia al escritor de Palafrugell, parece oportuno recordar el epigrama que Fages le dedicó y que, según la leyenda, emocionó al autor cuando se lo refirieron por primera vez: 

Es tan bonic l’Empordà

ample, esbatanat i llis
que l’home que escriu mes pla

ha pres el nom del pais

Los últimos años de su vida Fages los pasa lejos de Barcelona, a su Ampurdán natal, a la casa solariega de Climent, en Castellón de Ampurias. Murió en Figueras, el 8 de junio de 1968.
Su obra literaria abarca la poesía, la prosa y el teatro.

## Obra

### Prosa
- Climent
- Vilasacra Capital del Mòn
- Anècdotes empordaneses (inédito)

### Poesía
- Les Bruixes de Llers
- Tamarius i Roses
- El Jutge està malalt
- Sonets a María-Clara
- El Sabater d´Ordis
- Epigrames (Llibres I, II i III)
- Emporium la de les tres muralles
- El pintor d`esguards (inacabado)
- Llibre de Sonets
- Sonets dels Tres Reis
- El Somni de Cap de Creus
- Bestiari (inédito)

### Teatro
- El Bruel
- La Dama d´Aragò